# Fenacetina
A fenacetina é um fármaco introduzido em 1887, com acção antipirética e analgésica.[carece de fontes?]
Apesar de ser um excelente anti-inflamatório, estudos (P. K. Smith, 1957, Sarre et. al., 1958) demonstraram efeitos tóxicos devido ao aparecimento de metabólitos. Actualmente quase que deixou de ser usado, tendo mesmo sido proibido o seu uso em alguns países, devido ao seus efeitos hematológicos e nefrotoxicidade.[carece de fontes?]